# Tephritis pini
Tephritis pini
 es una especie de insecto díptero que Alexander Henry Haliday describió científicamente por primera vez en el año 1838.
Esta especie pertenece al género Tephritis de la familia Tephritidae.